# Emil Balla
Emil Balla (* 6. Februar 1885 in Potsdam; † 11. Juli 1956 in Marburg) war ein deutscher lutherischer Theologe.

## Leben
Der am 6. Februar 1885 in Potsdam geborene Emil Balla studierte von 1904 bis 1909 nacheinander an den Universitäten Marburg, Gießen sowie Berlin Evangelische Theologie und orientalische Philologie. 1912 graduierte er in Gießen zum Lizentiaten der Evangelischen Theologie und wurde im gleichen Jahr an der Universität Kiel habilitiert.
Ebenfalls 1912 wurde er an der Universität Marburg Privatdozent für das Alte Testament. Von 1914 bis 1918 nahm er am Ersten Weltkrieg teil. Als außerordentlicher Professor des alten Testaments ging er 1915 an die Westfälische Wilhelms-Universität in Münster. Dort beförderte man ihn 1921 zum ordentlichen Professor. 1924 wurde Balla als ordentlicher Professor an die Universität Leipzig berufen. Als Dekan der theologischen Fakultät fungierte Balla 1926/1927. 1930 schließlich ernannte man ihn in Marburg zum ordentlichen Professor.
Neben der Professur hatte Balla in Marburg weitere Ämter inne. Zudem gehörte er der SA-Reserve an. In den Jahren 1931/1932, 1934 bis 1937, 1945/1946 sowie 1949 bis 1951 war er Dekan, 1946/1947 außerdem Prorektor. Die Professur gab er 1953 auf und verstarb drei Jahre später, am 11. Juli 1956, 71-jährig in Marburg. Er war mit Gertrud Hecht verheiratet und hat mehrere Andachten und Predigten veröffentlicht.

## Werke
- Das Ich der Psalmen (Göttingen 1912)
- Der Erlösungsgedanke in der israelisch-jüdischen Religion (1925)
- Die Droh- und Scheltworte des Amos (1926)
- Die Botschaft der Propheten (Tübingen 1958; herausgegeben von Georg Fohrer)
- Trostworte für Kranke